# Chrysocraspeda splendens
Chrysocraspeda splendens là một loài bướm đêm trong họ Geometridae.